# Zakopce
Zakopce (ukr. Закіпці) – wieś na Ukrainie, w obwodzie lwowskim, w rejonie samborskim (do 2020 roku w rejonie turczańskim). Miejscowość liczy około 588 mieszkańców. 

## Ważniejsze obiekty
* Cerkiew greckokatolicka